# Aiguille Rouge
De Aiguille Rouge is een 3227 meter hoge berg in het Franse departement Savoie. De berg behoort tot de Vanoise, deel van de Grajische Alpen en ligt ten noorden van Mont Pourri. Het is het hoogste punt van Les Arcs. De top van de berg is bereikbaar dankzij de kabelbaan "Aiguille Rouge".

## Galerij

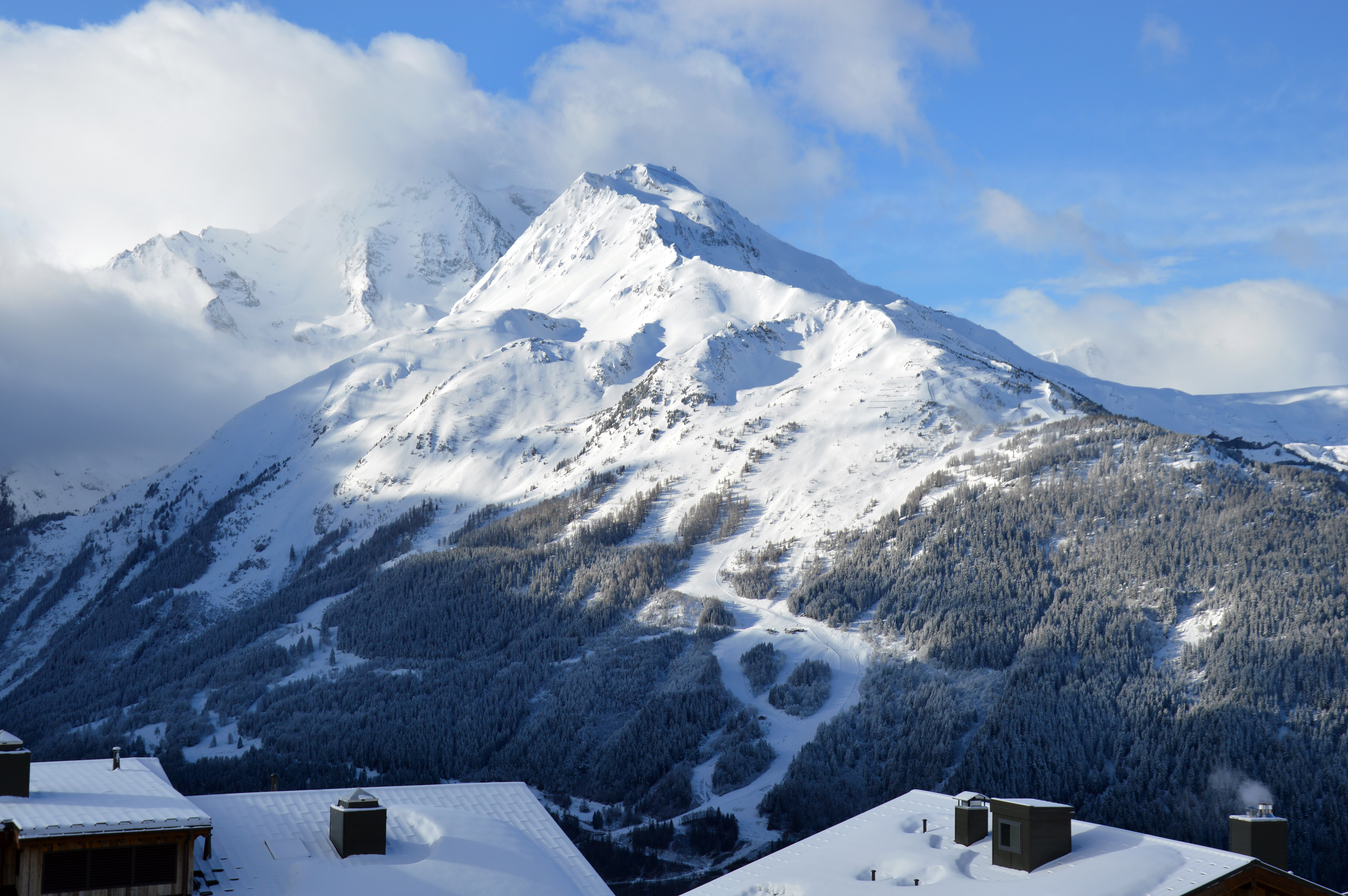
Aiguille Rouge vanaf het noorden in La Rosière
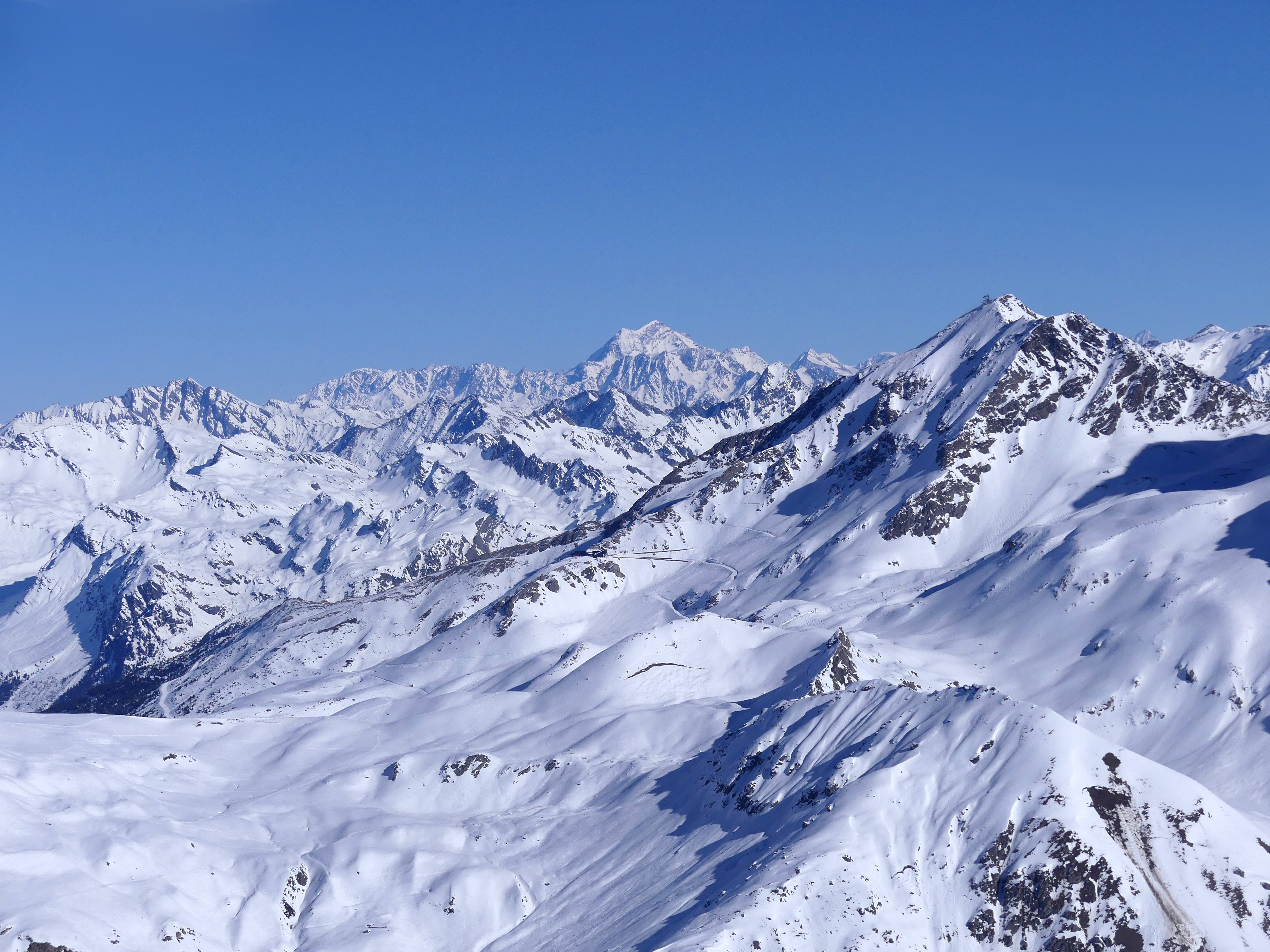
Aiguille Rouge vanaf het zuiden in La Plagne
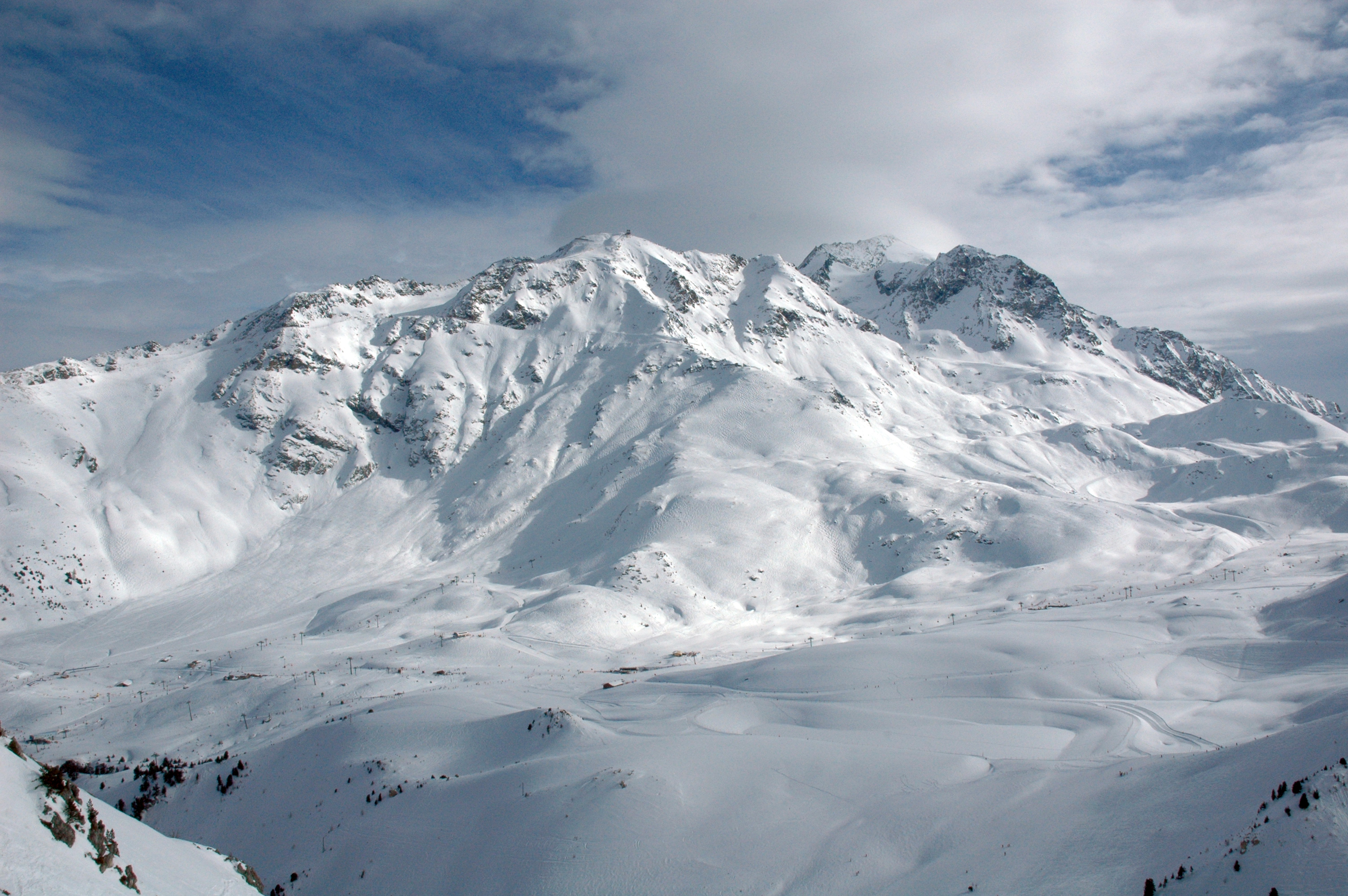
Aiguille Rouge vanaf het westen op de Col des Frettes in Les Arcs
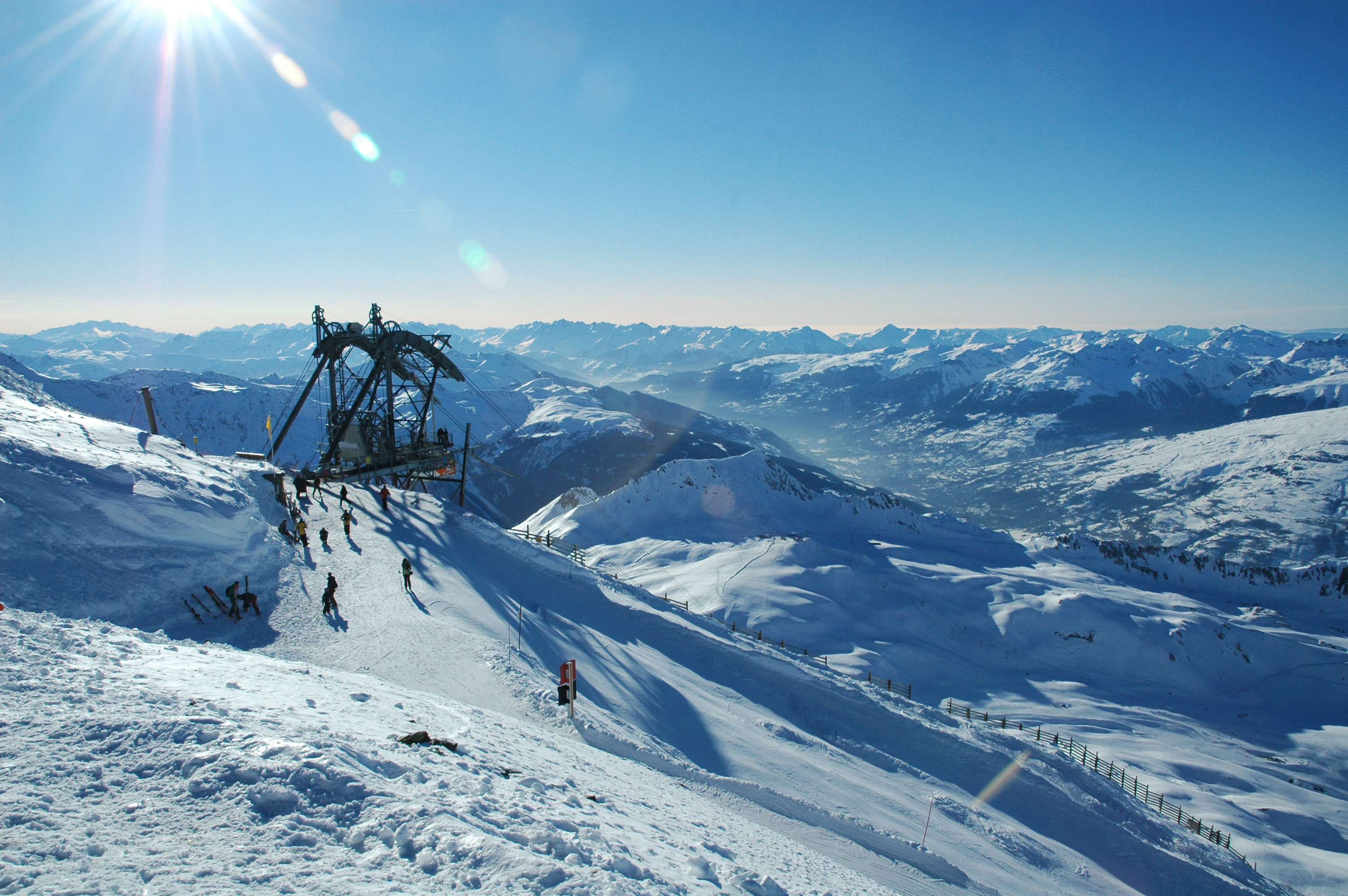
Zicht vanaf de bergtop, met links het aankomststation van de kabelbaan